# Mark Tansey
Mark Tansey (né en 1949 à San José, Californie, États-Unis) est un peintre américain. Il vit et travaille à New York. 

## Biographie
Mark Tansey, fils du critique américain d'art Richard G. Tansey,  étudie à partir de 1967 à 1969 à l'Université de San José en Californie et après jusqu'en 1972 au College of Design à Los Angeles, Californie. En 1974, il continue ses études d'art de troisième cycle de peinture au Collège de Hunter à New York. Après ces études, il travaille  de 1978 à 1979, comme assistant d'Helen Frankenthaler et puis  comme illustrateur libre pour différents journaux et magazines. Au début des années 1980, Tansey est reconnu réellement comme artiste :  en 1982, il inaugure sa première exposition personnelle  dans une galerie de New York.

## Réception critique
Mark Tansey est reconnu, par la critique, comme un représentant typique d'art post-moderne. La personnalité de Tansey est visible dans ses peintures   aux aspects ironiques de l'histoire de la philosophie et de l'art, comme par exemple, dans sa peinture du triomphe de l'École de New York à partir de 1984 : il traduit le succès international de l'art américain dans la deuxième moitié du XXe siècle comme un échec militaire des artistes européens contre leurs collègues américains de l'âge moderne en scène de capitulation militaire ; les Européens portent des uniformes de la Première Guerre mondiale et s'assoient essentiellement sur les chevaux, tandis que les représentants de l'art américain arrivent en véhicules blindés. On peut aussi y voir, dans la composition, une référence à une peinture de Diego Velázquez, La Reddition de Breda. Les peintures réalistes et monochromes de Tansey, si elles possèdent incontestablement un caractère photo-réaliste, n'en contiennent pas moins une composition originale avec des éléments paradoxaux, comme dans la peinture Snowman (« le bonhomme de neige ») où on retrouve les portraits de Karl Marx, Adolf Hitler et George W. Bush.

## Quelques œuvres
- Allegorical figure, 1977
- A Short History of Modernist Painting, 1979-1980
- The Innocent Eye Test (« Le Test de l'œil innocent »), 1981
- Purity Test, 1982
- Still Life, 1982, Metropolitan Museum of Art, New York
- Four Forbidden Senses, 1982, The Broard Art Foundation, Santa Monica[2]
- Action painting II, 1984, huile sur toile de 193 × 279,5 cm, musée des beaux-arts de Montréal
- Forward Retreat, 1986, The Broard Art Foundation
- White on White, 1986
- Achille and the Tortoise, 1986, Los Angeles
- Mount Sainte-Victoire, 1987
- Arrest, 1988, The Broard Art Foundation
- Wake, 2003, The Broard Art Foundation
- Duet, 2004
- Snowman, 2004, Gagosian Gallery
- Garden, 2006, Gagosian Gallery
- Land Fall, 2007
- Apple Tree, 2008-2009
- EC 101, 2009
- Hedge, 2011
- Recourse, 2011
- Invisible Hand, 2011
- Reverb, 2017